# Доминираща ръка
Доминиращата ръка при човека е индивидуалното предпочитание за използването на една от двете ръце – тази, която е по-силна, по-бърза и по-сръчна. Общо около 90% от хората по света са десничари. Доминиращата ръка често се определя чрез писането на човек, тъй като за тази дейност той би предпочел да използва по-сръчната си ръка. В много редки случаи някои хора са еднакво сръчни и с двете си ръце.
Тъй като преобладаващото мнозинство от хората по света са десничари, повечето продукти[поясни] и устройства се проектират за употреба от хора с доминираща дясна ръка, което затруднява използването им от левичари. Все пак левичарите могат да имат предимство в спортове като бейзбола, тениса, фехтовката, крикета, бокса и смесените бойни изкуства, тъй като опонентът им би бил по-подготвен срещу удар с дясна ръка.